# Bantayan

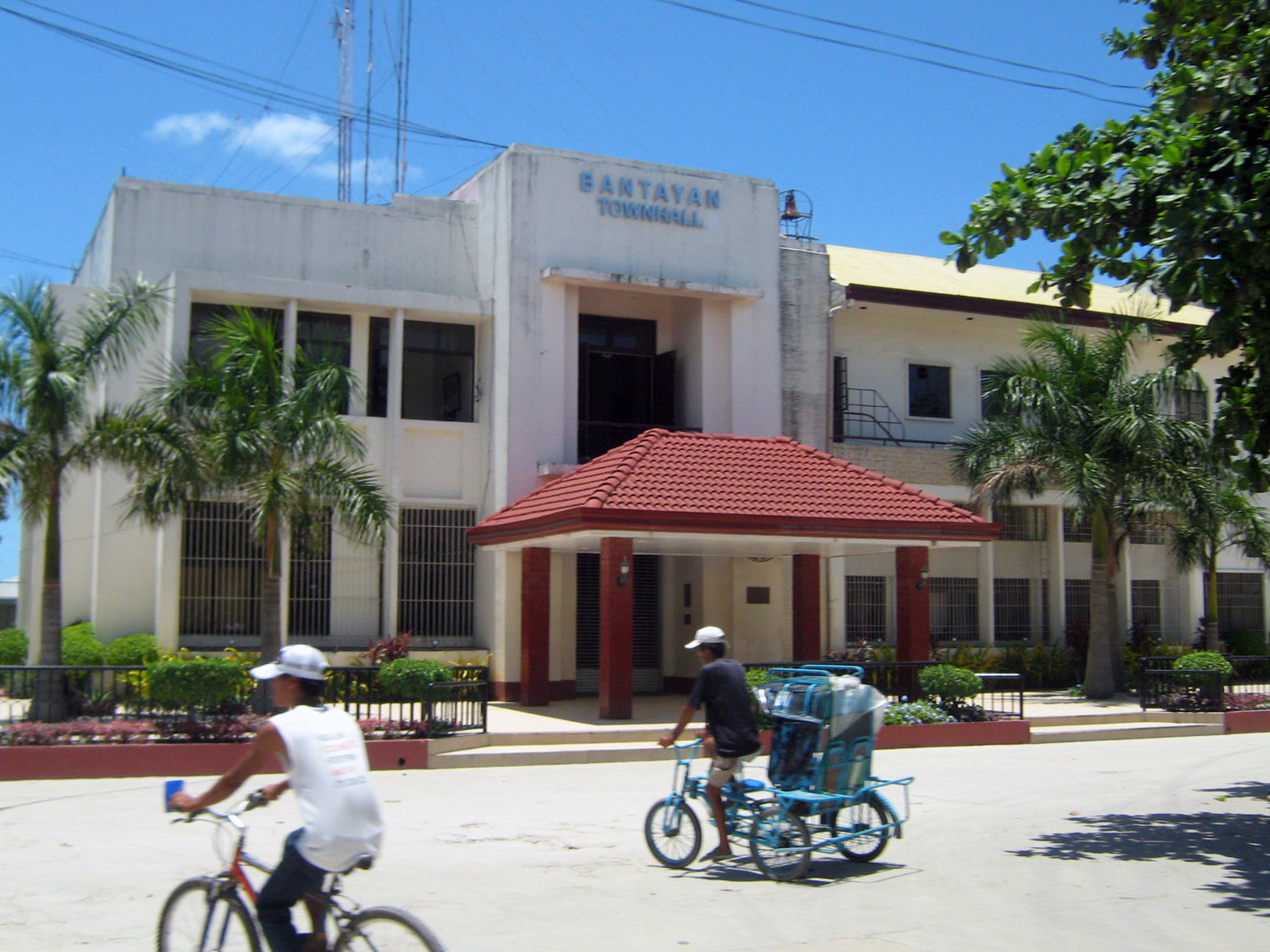
Mairie de Bantayan - 06/04/2008

Bantayan est une municipalité de la province de Cebu, aux Philippines.
Elle forme les parties centre et ouest de Bantayan, une île de la mer de Visayan, un espace maritime intérieur de la mer des Philippines.
L'île est située au nord-ouest de l'île de Cebu.
En 2019, elle compte environ 80 000 habitants.